# Lista de escolas de samba de Minas Gerais
Subdivisão da Lista de escolas de samba do Brasil
Esta é uma Lista de escolas de samba de Minas Gerais.

## Além Paraíba
- Mocidade Independente da Cidade Alta
- Nova Floresta
- Tradição da Saudade
- Unidos da Saudade
- União da Colina
- Unidos de Três Corações
- Império do Goiabal
- Império do Planeta 2
- Unidos da Vila

## Brasília de Minas
- Bramoc
- Jacarezinho

## Cataguases
- Portela de Cataguases
- União dos Bairros
- Unidos da Taquara Preta
- Dragões da Vila Reis
- Unidos da Vila Minalda

## Cristina
- Unidos da Vila
- Mocidade dos Cunquibus

## Guarani
- Unidos de Guarani
- Bela Vista
- Turunas do Humaitá
- Mirim

## Itamarati de Minas
- União
- Renascer
- Unidos da Vila

## Juiz de Fora
- Real Grandeza
- Unidos do Ladeira
- Vale do Paraibuna
- Acadêmicos do Manoel Honório
- Acadêmicos do Porto Ceciliano[naodesfila 1]
- Águia de Ouro[naodesfila 1]
- Borboleta [naodesfila 1]
- Cacique de Lins[naodesfila 1]
- Feliz Lembrança
- Juventude Imperial
- Mocidade Independente do Progresso[naodesfila 1]
- Partido Alto
- Rivais da Primavera
- Turunas do Riachuelo
- União das Cores
- Unidos do Grizzú[naodesfila 1]
- Unidos do Xerox[naodesfila 1]
- Unidos dos Passos[naodesfila 1]
- Mocidade Alegre de São Mateus
- Nova Esperança[naodesfila 1]
- Unidos de Vila Ozanan[naodesfila” name=“nd” 1]
- Castelo de Ouro[naodesfila 1]
- Unidos da Zona Sul[naodesfila 1]
- União de Santa Luzia<
- Leões do Manoel Honório[naodesfila 1]
- Domésticas de Luxo[naodesfila 1]
- Estação Primeira de Benfica[naodesfila 1]
- Estação Primeira da Zona Sul[naodesfila 1]
- Debochadas da Vila[naodesfila 1]
- Rosas de Ouro
- Vilas do Retiro
- Encantos da Vila

## Mariana
- Vila do Carmo
- Mocidade Independente do São Gonçalo (inativa)
- Morro da Saudade
- Unidos de Mariana (inativa)
- Acadêmicos do Barro Preto

## Muriaé
- LICAMUR (Liga Carnavalesca de Muriaé)
- G.R.E.S Acadêmicos do Marambloco
- G.R.E.S do Papagaio
- G.R.E.S Unidos do Santa Terezinha
- G.R.E.S Unidos do São Joaquim
- G.R.E.S Canarinhos do Samba

## Ouro Preto
- Acadêmicos de São Cristóvão
- Imperial de Ouro Preto
- Império do Morro Santana
- Inconfidência Mineira
- Sinhá Olímpia (inativa)
- Unidos de Padre Faria
- União Recreativa do Santa Cruz
- União Recreativa de Cachoeira do Campo
- Aliança da Piedade
- Mocidade Independente de Princesa Isabel

## Poços de Caldas
- Acadêmicos de Santa Rita
- Blocapo
- Lama Verde
- Mocidade Independente
- Pererê do Amanhã
- Quisisamba
- Saci-Pô
- Sociedade Amigos do Casca
- Sol da Manhã
- Tô Qui Tô Atoa
- Unidos da Baixada
- Unidos do Country Club
- União Imperial
- Vivaldinos da Vivaldi

## Pouso Alegre
- Camisa Verde Branco
- Imperatriz da Alegria
- Unidos da Tijuca

## Rio Novo
- Mocidade Independente de Rio Novo
- Unidos de Barrabás

## Rio Pomba
- Unidos do Rosário
- Unidos do Fomento
- G.R.E.S Partido Alto
- G.R.E.S Levanta Poeira

## Sabará
- Colibri do Campo
- Unidos da Vila
- Rancho das Flores
- Moralistas do Samba
- Jaguar de Sabará

## São Gonçalo do Sapucaí
- Unidos da Sapucaia

## São João Del Rei
- Girassol
- Irmãos Metralhas
- Unidos De São Geraldo
- Mocidade Independente Do Bonfim
- GRES Bate Paus(Não Desfila)

## São João Nepomuceno
- GRES Esplendor do Morro
- Escola de Samba Avenida Carlos Alves (ESACA)
- Unidos do Caxangá
- Unidos do São José

## São Miguel do Anta
- Gremise

## Timóteo
- Vai Quem Quer
- Unidos do Quitandinha
- Os Bocas Brancas
- Império da Sede

## Ubá
- Acadêmicos do Caxangá
- Feliz Lembrança
- Flor do Meu Bairro
- Império da Vila Casal
- Unidos da Praça Guido
- Panelão do Bairro da Luz
- Unidos do São Domingos

## Uberaba
- A Preciosa do Leblon
- Acadêmicos de Santa Maria
- Bambas do Fabrício
- Estação Primeira da Primavera
- Estrela do Maringá
- Eucalipto
- Império do Abadia
- Pérola Negra
- Rosa de Ouro
- Unidos da Boa Vista

## Uberlândia
- Acadêmicos do Samba
- Garotos do Samba
- Tabajara
- Última Hora
- Unidos do Chatão

## Viçosa
- Unidos dos Passos
- Unidos do Pintinho
- Turunas do Vale